# John St Aubyn (3e baronnet)
Pour les articles homonymes, voir John St. Aubyn.
Sir John St Aubyn, 3e baronnet (1696-1744), de Clowance et St Michael's Mount, Cornouailles, est un homme politique conservateur anglais qui siège à la Chambre des communes de 1722 à 1744.

## Jeunesse
St Aubyn est né le 27 septembre 1696, le fils aîné de John St. Aubyn, 2e baronnet et de son épouse Mary de la Hay, fille et héritière de Peter de la Hay de Westminster. Il succède à son père comme baronnet le 20 juin 1714. Il entre comme gentleman-roturier à Exeter College, Oxford, le 10 juin 1718, et obtient un MA le 19 juillet 1721.

## Carrière
Il est élu sans opposition en tant que député de Cornouailles aux élections générales britanniques de 1722 et est réélu sans opposition à nouveau en 1727, 1734 et 1741. À la Chambre des communes, St. Aubyn parlait rarement. Rejoignant l'opposition contre Robert Walpole, il est hostile à la loi septennale et à l'emploi de troupes hanovriennes dans l'armée permanente. Le 9 mars 1742, après la chute de Walpole du pouvoir, il appuie la motion de Lord Limerick tendant à ce qu'un comité enquête sur les transactions des deux décennies précédentes, qui est rejetée par 244 voix contre 242. Une quinzaine de jours plus tard, il appuie une motion de Limerick pour un comité secret de 21 pour examiner les actes officiels de Walpole au cours des dix dernières années, et elle est adoptée par 252 voix contre 245. Lors du scrutin pour le comité, il est désigné en tête avec 518 voix, mais refuse de présider. Il aurait également refusé de siéger au Conseil d'amirauté.
St. Aubyn est en étroite relation avec William Borlase, et est un ami et correspondant d'Alexander Pope. Ses sympathies jacobites sont mises en œuvre quand il informe Thomas Carte des débats parlementaires, au profit du vieux prétendant, qui obtient une vue exagérée du soutien efficace de Saint Aubyn.

## Famille et héritage
Le 3 octobre 1725, il épouse Catherine Morice, fille et héritière de Nicholas Morice (2e baronnet), à l'église St James, Piccadilly. Le mariage lui rapporte 10 000 £ en espèces et le manoir de Stoke-Damerel, dont Devonport. Elle est décédée à Clowance à Crowan le 16 juin 1740 et est enterrée dans l'église de Crowan.
St Aubyn est mort de fièvre à Pencarrow, Egloshayle, Cornouailles, le 15 août 1744, et est enterré dans une chapelle de granit avec sa femme dans l'église Crowan le 23 août. Ils ont cinq enfants.